# パブリック・アクセス
パブリック・アクセス（英: public access）は、市民が公共の資源・財産にアクセスする権利のこと。

## 概要
市民からの情報発信の手段としてメディアへのアクセスを保障する制度や、一般市民が自主的に番組作りに参加する市民メディアを指すこともある。
パブリック・アクセスは、国によってその解釈や制度がことなるが、北米やヨーロッパでは、何らかの形でパブリック・アクセスが法的に制定されている。韓国や台湾では、テレビのパブリック・アクセス権が確立されている。
「パブリック・アクセス」における「パブリック」は、「政府や公的機関」ではなく、「公共」つまりコミュニティーが共有している資源・財産・制度・情報をあらわしている。
電波は、公共の資源であり財産である。放送は、公共の空間を占有するものであり、それに「アクセスする権利」は、少数意見をも反映できる公正で平等な市民社会の形成が望めるとされている。

## 「アクセスする権利」
「アクセス権」とは、言論・表現の自由という、民主主義社会を形成する市民の基本的人権を守るために「メディアにアクセスする権利」のことである。市民は生活するための基本情報を「知る権利」を持ち、また社会にむけて自分の意見や表現を自由に発信し、それを見たり、聞いたりしてもらう権利を持っている。
現在ではインターネットの普及により、市民の側からの意見・表現が発信しやすくなった。とはいえ、マスメディアは一般市民に開放されてはいない。いつの時代も、マスメディアは国家、富裕層、エリート、企業などによって所有・管理されてきた。近年マスコミは、売れるニュースを追いかけ、視聴率や発行部数または広告収入のほうが、市民の知る権利や市民による言論・表現の自由よりも重要視される傾向にある。現代の商業的メディア（企業メディアともいわれる）では、自社に不利だと判断する情報や見解は報道されなくなり、多様化された見解や少数派の意見を反映させることが難しくなっている。
放送は、電波という公共の財産を通じて行う。様々な民族、伝統、宗教、言語を持つ欧米諸国では、「公共性」は共同社会の基礎であり、議会、教会、学校、公園、広場などは、市民が参加できるコミュニケーションの場「フォーラム」として重要な公共空間であった。放送も、共有財産を使って作られた公共の空間である限り、全ての市民へ「フォーラム」として開かれていなければならない。市民に対して開かれているということは、誰でもメディアにアクセスし情報を得たり、そこから情報や意見を発信できるということを意味する。
しかし放送は、広範囲な伝達力と影響力を持つ為、どの国においても厳しい規制下に置かれてきた。放送自体が国営化されている国もあれば、政府や行政機関が免許を発行し、管理する国もある。放送は、政府当局や権力者によって規制されたり、利用されたりした国が多く、一般市民が所有しているはずの「公共空間」への一般市民のアクセス権は必ずしも保障されてはこなかった。
これに対して、放送への一般市民のアクセスを可能にする 「パブリック・アクセス」要求が各国で起こった。米国のように1960年代の公民権運動のうねりを受けて、放送の分野に及んだ国もあれば、非合法の海賊版FMラジオ放送から始まって、自由ラジオ、自由テレビの権利を獲得したフランスなど、パブリック・アクセスの歴史やその内容は国によって大きく異なる。1970年代から2000年代にかけて、多くの国で一般市民のメディアへのアクセス権を法的に制度として制定された。

## 「パブリック・アクセスの制度」の例
メディアへのアクセス権の歴史、その方法や資金源は国によってかなり異なる。ここでは主に米国と韓国、ドイツの例を挙げる。

### アメリカ
米国のパブリック・アクセスは、1970年代にケーブルテレビ放送の普及とともに発達した。そのため米国における「パブリック・アクセス」は、「パブリック・アクセス・テレビ」とほぼ同義語である。その概念の基礎には、ケーブルテレビが、地域に密接に結びついたメディアであること、言論の自由、表現の多様性を確保するため、市民のアクセス権を保障する場と考えられていることがある。また、ケーブルテレビ局は、公共の財産（電波や電線を張り巡らすために使用する道路など）を使って利益をあげている。地域によっては独占・寡占企業であるため、地域に対して「賃貸料」を支払うべきだと考えられている。
1984年のケーブルテレビ法では、ケーブルテレビ企業は視聴料の5%をパブリック・アクセスに拠出し、利益を地域に還元することが義務づけられた。地域行政はケーブルテレビ局に対して、PEG（市民、教育、政府）と呼ばれる、3種類の「公」に対するアクセスを義務づけることができる。この「アクセス」には、チャンネルや放送時間を提供するだけでなく、番組を制作するための施設、機器やトレーニングなども含まれる。
ケーブルテレビ局は、PEGチャンネルの番組に対して編集・管理する権利を放棄し、また内容に対する責任も負わないことになっている。したがって編集権と責任は、制作した個人や団体側にある。アクセスチャンネルは、ケーブル事業者や地域の非営利団体によるアクセスセンターなどによって運営されている。両者は独自の番組ガイドラインや運営規則やガイドラインを設けている。運営団体が憲法上の表現の自由の範囲内であると判断したものは、ほとんど全て放送している。しかし、ガイドラインに従って放送を拒否することもある。コマーシャルは殆どのアクセスチャンネルで禁止されている。
米国内には、1000以上のパブリック・アクセス・チャンネルがある。放送局にはアクセスセンターがあり、新たに番組作りに挑戦したい人のために、定期的なワークショップなどが開催されている。ニューヨークやサンフランシスコなどには、マイノリティや障害者などに積極的に映像ワークショップを行っている「ダウンタウンコミュニティテレビセンター（DCTV）」のような独立系の市民メディアセンターもある。
米国のアクセスセンターやメディアセンターに法的な根拠はないが、州や町などの助成金を得て運営している。

### 韓国
韓国では、視聴者運動が、80年代の民主化運動のなかで、おもに放送の公正化を問う形で現れた。「言論の民主化運動」から始まった視聴者運動は、番組の質や多様性の確保など、視聴者中心の公正な放送を求めて拡大した。1986年の「受信料不払い運動」は、当時の軍事政権に対する放送内容の不公正を是正するための運動であった。
1998年に登場した金大中政権が、本格的な放送改革へ乗り出し、放送のあり方として、視聴者の権利と参加の保障、アクセス番組・チャンネルの強化、メディア教育の支援、視聴者の反論と知る権利の保障を打ち出し、2000年3月に新放送法が執行された。
この新放送法では、公共放送のKBSに、視聴者が制作した番組を月100分間以上放送することを義務づけている。またケーブルテレビやデジタル衛星放送にも、市民アクセス番組の放送を義務づけている。これが韓国の法的に保障されたパブリック・アクセス・テレビの始まりである。
KBSのパブリック・アクセス番組である「開かれたチャンネル」では、市民制作の30分の番組が毎週放送されている。KBSは、番組内容に責任を持たず、制作費も製作者の負担であるが、一番組あたり1000万ウォンを上限に放送発展基金から制作費の支援が受けられる。番組は、市民団体、専門家、弁護士、製作者などからなる7人の「視聴者参加番組運営協議会」によって、評価の高い企画案を選定する。従って、「到着順に誰もがアクセス」できる米国と比べると、市民参加のハードルが高すぎるという声もある。
RTVは、1999年に国民株式方式として発足したパブリック・アクセス専門の放送局である。放送法が改正された後、放送発展基金からの支援（6割）、委託制作や衛星放送からの支援（4割）で経営されている。広告収入はない。ケーブルテレビや衛星放送では市民アクセスのチャンネルを設けており、それを通じて主に市民団体が作成した番組などを放送している。RTVでは一応内部規則はあるが、提出されてものは殆どが放送されている。
韓国の放送法では、市民が放送する権利を与えられるとともに、番組制作の担い手を育成するためのメディアセンターの設置が義務づけられている。全国各地に設備の整った市民メディアセンターが開設され、メディア・リテラシー教育から、市民向けワークショップ、聴覚障害者向けワークシップ、移住労働者や障害者向け出前ワークショップなど、様々な講座が開かれている。
これらの施設を運営しているのは、メディア運動に取り組んできた市民グループ「MediAct」である。施設を利用するには必ず韓国の言論統制や民主化の歴史とメディア運動の講座を受講しなければならない。運営費用は、韓国映画公社（財団）から2億円程度（2006年）が配分されている。

### ドイツ
ドイツは第二次大戦後、ヨーロッパ圏内の電波の割当が少なく、長年公共放送しか存在しなかった。しかしナチスのプロパガンダの苦い経験から、放送に関しては当初から、言論の多様性・多元性を確保することが最重要であるとみなされた。そのため、番組制作者には「内部的放送の自由」を与え、制作者の表現の自由を制度的に保障するようになった。しかし、視聴者や市民へのアクセス権や参加権はあまり重要視されなかった。
1980年代に民間放送が誕生する際、市民の運動によって誰もが参加できるオープンチャンネルが設置された。オープンチャンネルは、アクセスセンターを開設し、市民向けのトレーニングなどを行っている。ドイツのアクセスセンターは、公共放送に支払う受信料の一部から運営費をまかなっている。ドイツは第二次世界大戦の反省から、国家で定めた「放送法」はなく、放送に関するルールは州ごとに定めているため、地域によって取り組みにはばらつきがある。
原子力発電所の多いライン川周辺のオープンチャンネルでは、長い間「反原発」の放送を実施。その成果によって「脱原発」を実現したと自慢する声もある。

## アクセスセンター・市民メディアセンターとは
市民が誰もが、公共財である電波を利用し、情報発信できる権利（アクセス権）が確立している欧米諸国においては、市民が放送に携わるだけでなく、誰もが自由にメディアの担い手となれるよう、アクセスセンター（メディアセンター）を設置している地域が少なくない。
アクセスセンターでは、パブリック・アクセスの歴史や必要性を説く公開講座を設けたり、市民向けのワークショップを定期的に開催。市民が気軽に映像制作について学べるよう工夫がされている。規模は国や地域によってまちまちだが、財政的には地域の助成や基金、公共放送の受信料などによって運営しているセンターが多い。近年では、施設的にもスタッフ的にも恵まれた韓国の市民メディアセンターが注目を集めている。

## 日本の事情
日本のテレビ放送においては、電波を市民が分かち合うための法制度が整備されておらず、制度として保障された欧米の様な本格的なパブリック・アクセス局はないものの、日本では地域の放送局やケーブルテレビ局などが市民団体等との交渉により、自主的に住民参加の番組作りの場を「提供する」アクセス・チャンネルは存在し、現在も放送を続けている。
日本国内におけるいわゆるアクセス・チャンネルの歴史は、岐阜県郡上八幡町で日本初のケーブルテレビ自主番組放送が開始された1963年に始まった。1992年、鳥取県米子市にあるケーブルテレビ局「中海テレビ放送」は、日本で初めて「パブリック・アクセス・チャンネル」を設け、市民が制作した番組を自主的に放送している。
日本のラジオ放送にはコミュニティ放送局の中に「パブリック・アクセス・チャンネル」放送局が存在し、阪神淡路大震災の翌年・1995年に神戸市に多文化・多言語コミュニティー放送局「FMわぃわい」が郵政省の認可を受け誕生した。「FMわぃわぃ」は現在10か国語で放送され、日本のみならず世界で注目されると同時に、ネットでの放送も続けている。2003年日本で初めてNPO法人として開局されたFMコミュニティー局「京都三条ラジオカフェ」は、市民が気楽に情報発信者になれる局として知られている。
近年、インターネットとブロードバンドの普及により、世界的に「パブリック・アクセス・チャンネル」はラジオやテレビ放送ばかりでなくインターネット放送、ブログなどの新しいタイプの市民メディアが誕生し、市民による情報発信が進んでいる。
略年表
- 1925年 - 日本で初のラジオ放送開始。
- 1953年 - 日本におけるテレビジョン放送開始。
- 1963年 - 岐阜県郡上八幡町で日本初のケーブルテレビ自主番組放送が開始。
- 1973年 - 有線テレビジョン放送法制定。ケーブルテレビ局認可。
- 1992年 - 中海テレビ放送が日本で初めて「パブリック・アクセス・チャンネル」の番組の放送を始める。
- 1995年 - 阪神淡路大震災発生。神戸市にFMコミュニティー放送局「FMわぃわぃ」が郵政局認可で放送開始。
- 2001年 - 市民によるネット放送局「OurPlanet-TV」開局。
- 2003年 - NPO法人による初のFMラジオ局「京都コミュニティー放送」開局。

## 関連書
- 『パブリック・アクセス 市民が作るメディア』津田正夫・平塚千尋編、リベルタ出版、1998年 ISBN 978-4790711865
- 『新版 パブリック・アクセスを学ぶ人のために』津田正夫・平塚千尋編、世界思想社、2006年ISBN 978-4947637482
- 『パブリック・アクセス・テレビ―米国の電子演説台』ローラ・R. リンダー (著)、松野 良一 (訳)、中央大学出版部、2009年ISBN 978-4805761724
- 福永英雄「アクセス権・政策参画・当事者」『法政論叢 40－2』日本法政学会、2004年